# 채택기각법
수학에서 채택기각법(採擇棄却法, 영어: acceptance-rejection method) 또는 리젝션 샘플링(영어: rejection sampling)은 분포에서 표본을 표집하는 기본적인 기법이다. 이는 몬테카를로 방법 중의 하나로, {\displaystyle \mathbb {R} ^{m}}에서 확률 밀도를 갖는 분포에 모두 적용될 수 있다.
리젝션 샘플링 기법은 2차원 평면에서 균일한 샘플을 샘플링한 후에 분포의 밀도 함수의 지지집합에 해당하는 표본들을 선택적으로 남기는 기법이라고 볼 수 있다. 이 관점은 N-차원에 모두 적용될 수 있다.